# سیارک ۲۱۶۱۱
سیارک ۲۱۶۱۱ (به انگلیسی: 21611 Rosoff، نامگذاری:1999JV50) بیست و یک هزار و ششصد و یازدهمین سیارک کشف شده‌است که در ۱۰ مه ۱۹۹۹ کشف شد.
قدر مطلق سیارک برابر ۲۱.۴ است.